# Arogalea cristifasciella
Arogalea cristifasciella är en fjärilsart som beskrevs av Victor Toucey Chambers 1878. Arogalea cristifasciella ingår i släktet Arogalea och familjen stävmalar. Inga underarter finns listade i Catalogue of Life.